# Point Pleasant (Pennsylvania)
Point Pleasant ist ein Dorf in Plumstead Township, Bucks County, Pennsylvania. Point Pleasant befindet sich an der Kreuzung zwischen River Road (Pennsylvania Route 32), Point Pleasant Pike und Tohickon Road und ist ein gemeindefreies Dorf. Das Dorf liegt am Tohickon Creek, welcher direkt in den Delaware River fließt, und nahe dem Ralph Stover State Park. Der historische Teil des Dorfzentrums wurde 1989 in das National Register of Historic Places aufgenommen.

## Geschichte
Amerikanische Ureinwohner vom Stamm der Lenni Lenape siedelten in diesem Gebiet ursprünglich. Mit der Einwanderung weißer Siedler wurden in diesem Gebiet am Delaware River Mühlen aufgebaut. Das Dorf war ursprünglich bekannt als „Lower Black’s Eddy“. 1828 änderte aber der erste Postmeister den Namen in Point Pleasant. Im Jahre 1832 wurden die ersten 60 Meilen des Delaware-Kanals (heute Delaware Canal State Park) freigegeben. Der Kanal führt teilweise durchs Dorf. Point Pleasant wurde zu einem Umschlagplatz des Bootsfahrer zwischen Easton und Bristol. Es entstanden einige Hotels in dieser Zeit. Die Baptisten-Gemeinde wurde durch Rev. Joseph Matthias um 1850 gegründet. Ab 1853 begann man mit der Errichtung der Kirche, welche heute im Zentrum des Dorfes zu finden ist.

## Historischer Dorfteil
Zum historischen Teil des Dorfes zählen ungefähr 70 Gebäude. Einige dieser Gebäude sind: Thomas Schwartz Haus (c. 1840), Stover Mansion (Tattersall Inn), Point Pleasant Schule (1850), Baptist Kirche (1852), Point Pleasant Hotel (c. 1840), Jacob Sutters Hotel (c. 1870), Waterman’s Inn (1832), und die Stover Muehle (c. 1742). Zu Point Pleasant gehören auch vier Brücken, welche über die angelegten Kanäle gehen (heute Delaware Canal State Park)

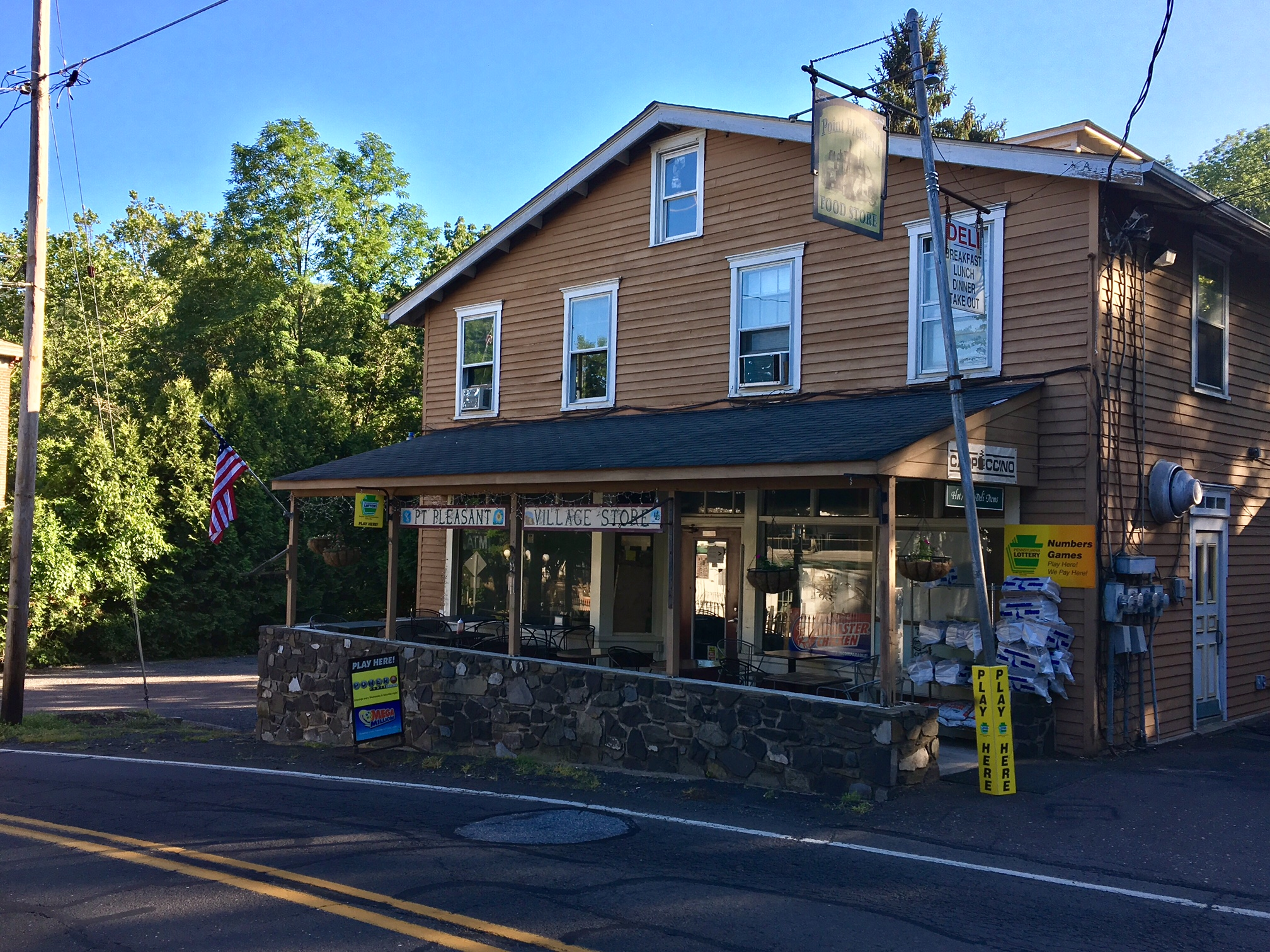
Zentraler Dorfladen
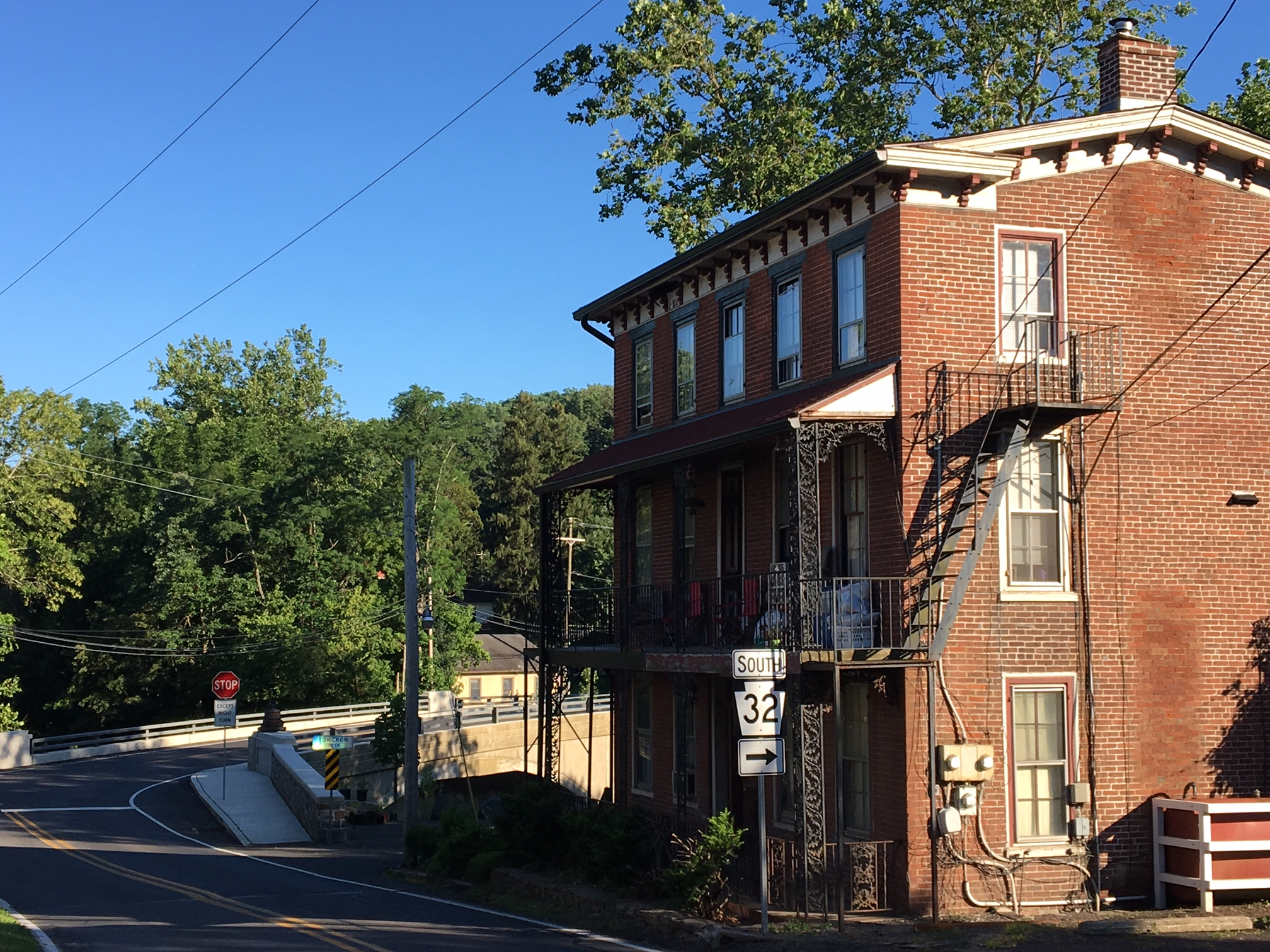
Historisches Haus an der River Road
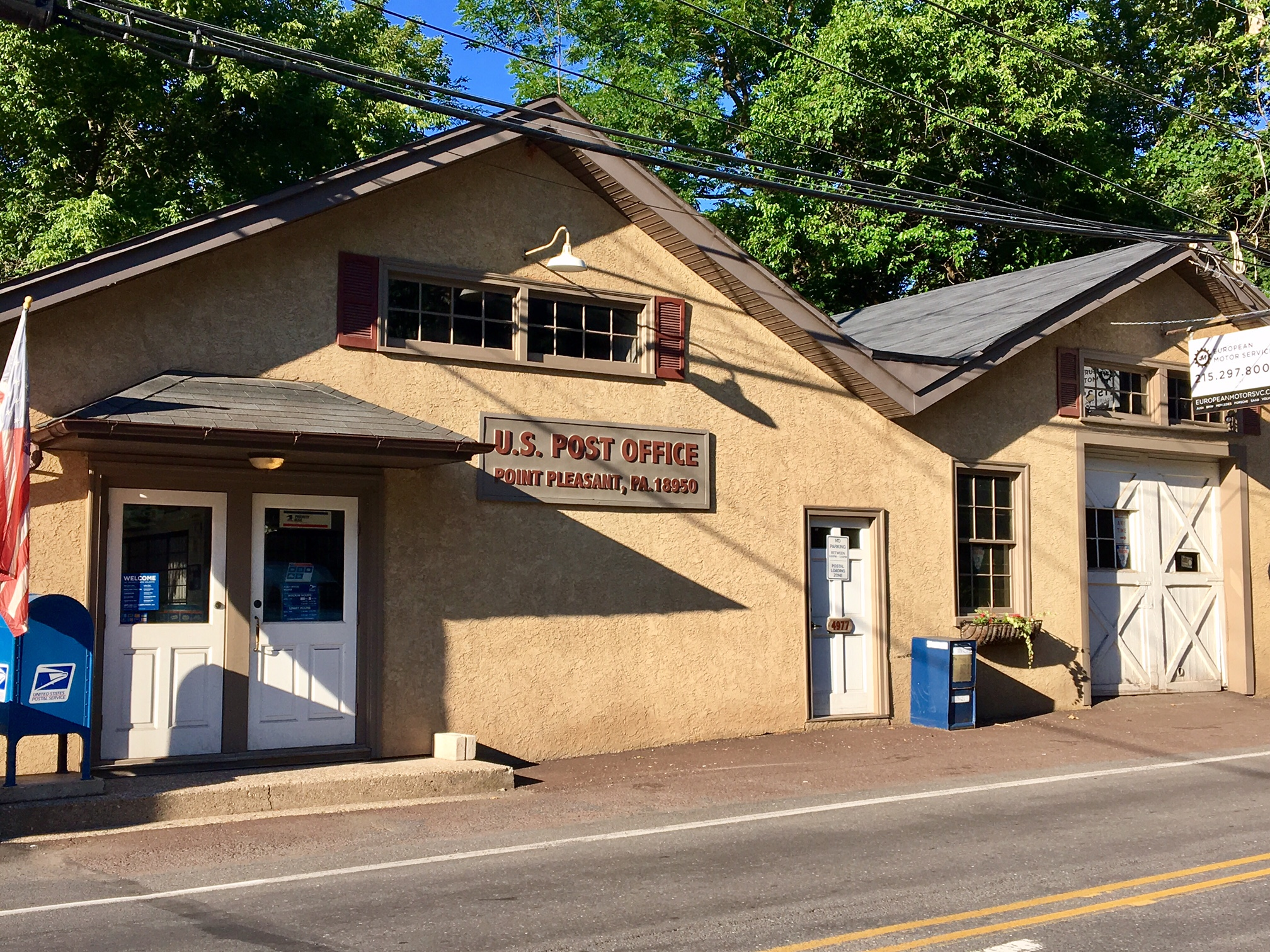
Post Office
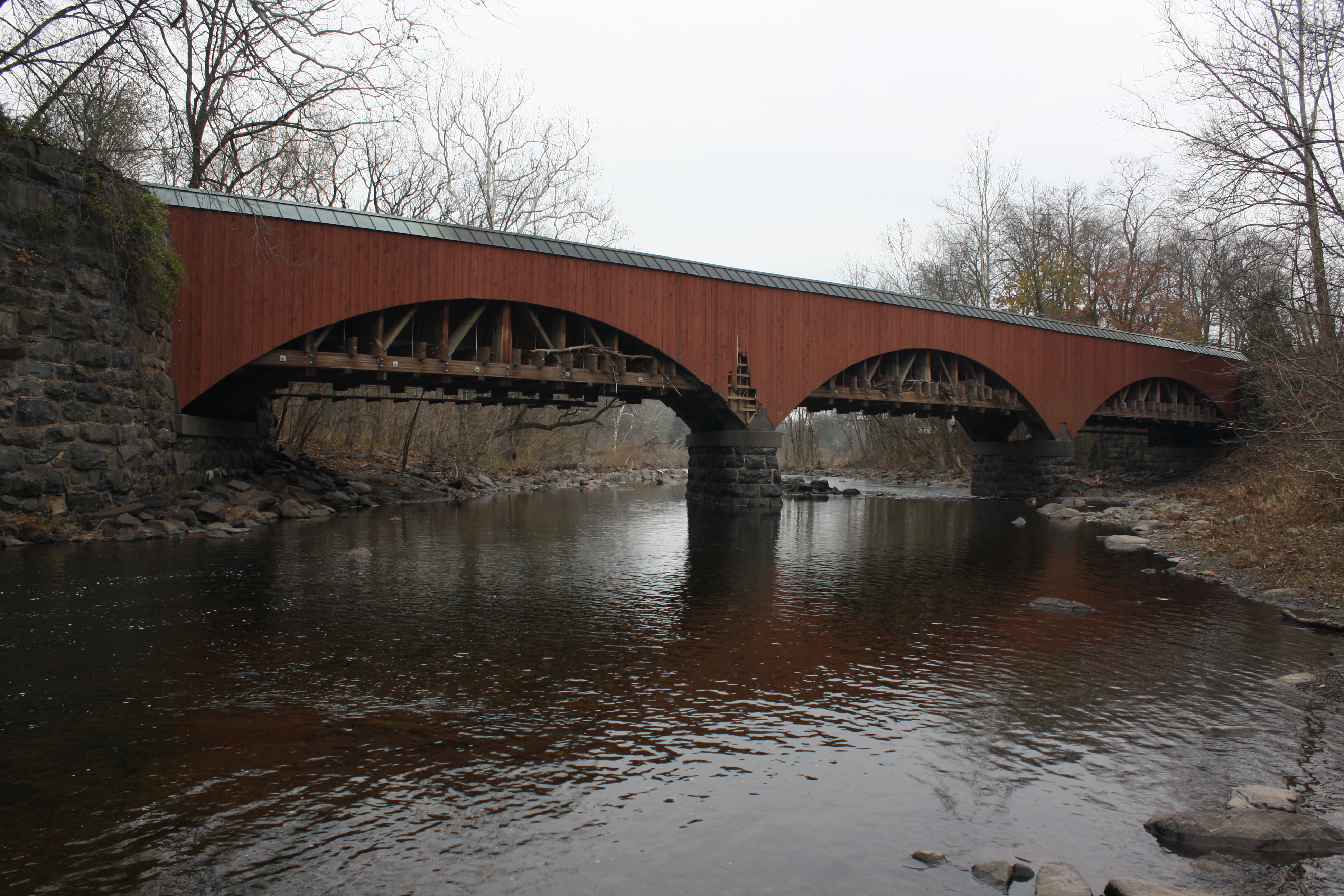
Aquädukt in Point Pleasant